# Guillermo Jaffer
Guillermo Jaffer fue un jurisconsulto español del siglo XIV, natural de Valencia.

## Biografía
Guillermo se fue de Valencia para estudiar en la universidad de Bolonia, y de regreso a su patria adquirió fama de reputado jurisconsulto y fue nombrado jurado de su ciudad natal en los años 1330, 1366, 1367 y 1372.
Guillermo, en las Cortes celebradas por el rey Pedro II de Valencia asistió en estamento militar y escribió sus Comentarios a los fueros, desde el año 1342 al 1349, y el rey reconociendo su laboriosidad le nombró consejero.

## Valoración
- Fue muy elogiado
- Su ciencia jurídica fue muy apreciada
- Sirvió de ejemplo a otros jurisconsultos como Pere Belluga, Leon, Mateu, etc.
- Sus declaraciones sobre los Fueros son muy ventajosos para entender la fundación de muchos lugares y a la población y a la agricultura del Reino de Valencia
- Según Ximeno colaboró en sus obras el abogado valenciano Arnau Joan; pero según el erudito Borrell, por varias razones que expone, lo hizo separamente

## Obra
- Comentarii in leges juris romani
- Declaracions dels duptes sobre los furs nous,.....
- Notae super foris regni Valentia